# Edith Durham
Edith Durham, född 8 december 1863 i London i Storbritannien, död 5 november 1944 i London, var en engelsk resenär och författare. Hon reste mycket till Balkanhalvön för att skriva och ägna sin tid åt socialantropologisk och kultursociologisk forskning om de olika etniska grupperna. Hon var en stor anhängare av den albanska frågan och känd för sina antropologiska studier om livet i Albanien i början av 1900-talet.